# Альтернативная гражданская служба
Альтернативная гражданская служба — особый вид трудовой деятельности в интересах общества и государства, осуществляемой гражданами вместо военной службы, как правило, в рамках воинской обязанности.
Как правило, альтернативную гражданскую службу проходят лица, годные по состоянию здоровья к военной службе, но отказывающиеся её проходить по идеологическим или религиозным причинам (сознательные отказчики), либо представители отдельных категорий населения, например, малочисленных народов, ведущих традиционный образ жизни.
Против альтернативной гражданской службы возражают т. н. «полные сознательные отказчики», протестующие против «государственной обязательной службы», против «патернализма» и против «истеблишмента». В странах с обязательной воинской повинностью отказ одновременно и от армейской, и от альтернативной службы может расцениваться как гражданское неповиновение и влечь за собой уголовную ответственность.

## В России
Османская империя была первым государством в мире, которое ввело институт альтернативной службы еще в XIV веке для немусульман — вместо военной службы они работали на разных государственных объектах.
Россия была вторым государством в мире, которое ввело институт альтернативной службы. Освобождение от воинской обязанности по религиозным убеждениям стало практиковаться в России еще в XVIII веке.
После революции 1917 года Советская Россия наряду с Великобританией и Данией стала одной из первых стран, признавших право своих граждан на отказ от военной службы по соображениям совести в XX веке.
4 января 1919 года был издан Декрет «Об освобождении от воинской повинности по религиозным убеждениям». Этот документ стал первым законодательным актом Советской республики, дающим реальное право на освобождение верующих от военной службы.
Летом 1923 года был принят Гражданский процессуальный кодекс РСФСР, содержащий специальную главу «Об освобождении от военной службы по религиозным убеждениям», регулирующую порядок судебного производства. Суды с участием экспертов определяли, какая именно работа назначается взамен воинской службы, куда и в какой срок должен явиться гражданин для выполнения своих обязанностей.
Однако два года спустя круг лиц, которые могли воспользоваться правом на отказ от военной службы, был значительно сужен. В 1939 году, когда в Европе началась Вторая мировая война, альтернативная служба в СССР и вовсе была отменена.
Вопрос о восстановлении этого социального института вновь возник только после распада Советского Союза. В 1993 году в принятой всенародным голосованием Конституции РФ было закреплено право российских граждан на замену военной службы альтернативной гражданской в соответствии с миротворческими, философскими, морально-этическими, политическими или религиозными убеждениями.
Трудовая деятельность граждан, проходящих альтернативную гражданскую службу, регулируется Трудовым кодексом Российской Федерации с учётом особенностей, предусмотренных настоящим Федеральным законом.